# Coleophora parcella
Coleophora parcella é uma espécie de mariposa do gênero Coleophora pertencente à família Coleophoridae.